# Nahas Angula
Nahas Gideon Angula (22 de agosto de 1943) é um político namibiano que serviu como terceiro primeiro-ministro da Namíbia de 21 de março de 2005 a 4 de dezembro de 2012. Ele foi sucedido por Hage Geingob. Posteriormente, atuou como Ministro da Defesa de 2012 a 2015.
Angula é membro da Organização do Povo do Sudoeste Africano (SWAPO). Foi Ministro da Educação, Desporto e Cultura de 1990 a 1995 e Ministro do Ensino Superior de 1995 a 2005.

## Carreira
Angula nasceu em Onyaanya, região de Oshikoto. Ele estava exilado da Namíbia de 1965 a 1989. Durante este tempo trabalhou para a Rádio Zâmbia de 1973 a 1976 e para as Nações Unidas como funcionário público de 1976 a 1980 antes de se tornar um organizador da SWAPO em 1980. Imediatamente antes da independência, Angula foi membro da Assembleia Constituinte da Namíbia, que funcionou de novembro de 1989 a março de 1990.
Angula tornou-se membro da Assembleia Nacional em 1990. Foi Ministro da Educação, Desporto e Cultura de 1990 a 1995 e Ministro do Ensino Superior de 1995 a 2005.
Angula recebeu o maior número de votos, 395 (empatado com Jerry Ekandjo), na eleição para o Comitê Central da SWAPO no congresso do partido em agosto de 2002. Ele foi um dos três candidatos que buscaram a indicação para candidato presidencial em maio de 2004. Ele ficou em terceiro lugar no primeiro turno, recebendo 137 votos, enquanto Hifikepunye Pohamba recebeu 213 e Hidipo Hamutenya recebeu 166, e, portanto, foi excluído do segundo turno. Aqueles que apoiaram Angula apoiaram Pohamba quase sem exceção no segundo turno da votação, e Pohamba foi vitorioso.
Em 21 de março de 2005, quando Pohamba foi empossado como presidente da Namíbia, ele anunciou que estava nomeando Angula como primeiro-ministro da Namíbia.
Depois que Hage Geingob foi reeleito como vice-presidente da SWAPO em 2 de dezembro de 2012 e, portanto, confirmado como candidato presidencial em 2014, o presidente Pohamba nomeou Geingob para substituir Angula como primeiro-ministro em 4 de dezembro de 2012. Em vez disso, Angula foi nomeado Ministro da Defesa.
Em meio a uma pressão por novos rostos na Assembleia Nacional, Angula optou por não buscar um lugar na lista da SWAPO para as eleições de 2014.

## Educação e vida pessoal
Angula recebeu um mestrado pela Universidade de Columbia. Ele é membro da igreja luterana, como tem sido sua família por gerações.